# Касай, Томоми

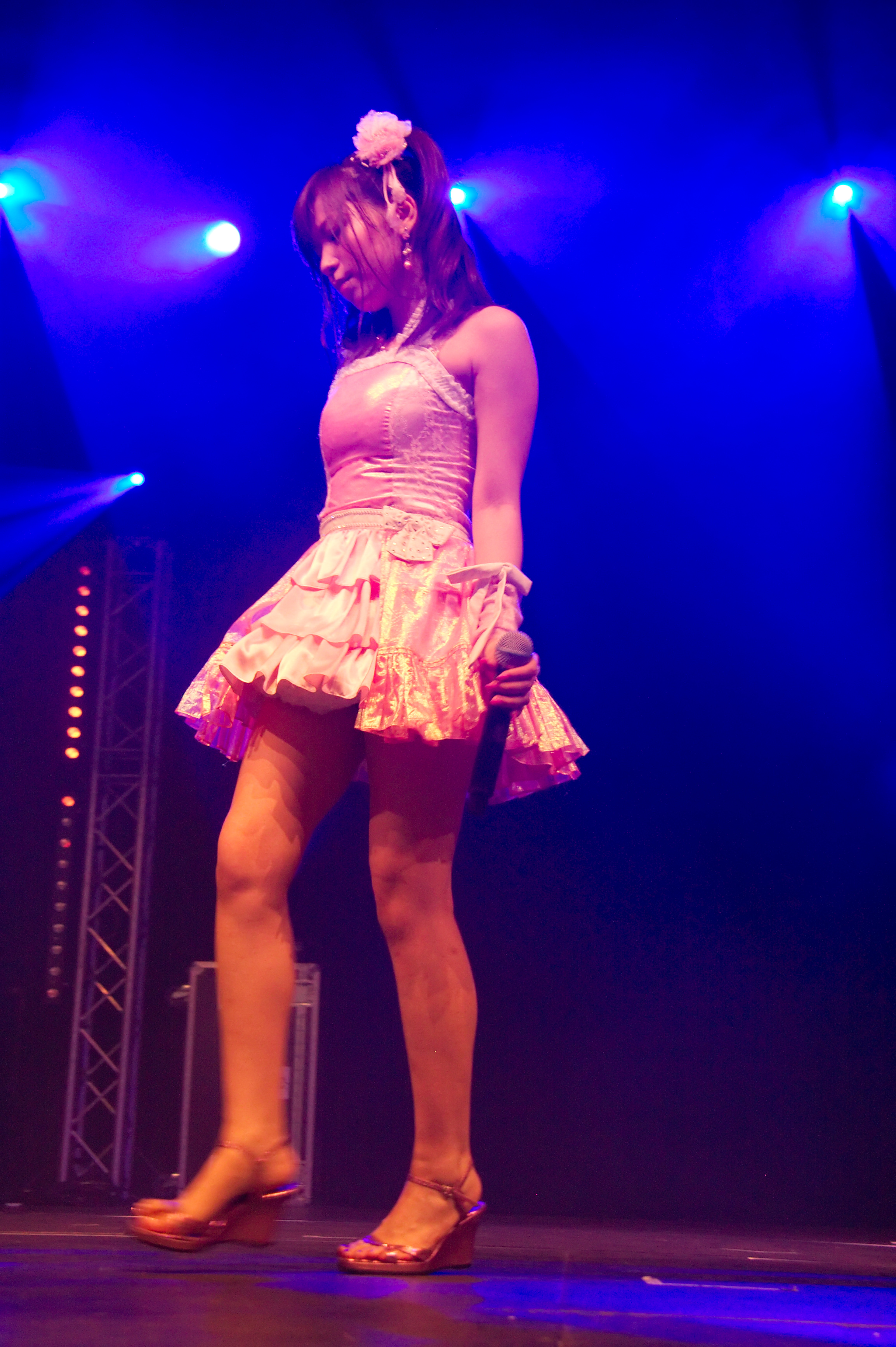

Томоми Касай (яп. 河西 智美 Касаи Томоми, род. 16 ноября 1991) — японская певица, актриса, бывшая участница идол-группы AKB48.

## Биография
Томоми Касай присоединилась к группе AKB48 в апреле 2006 года, то есть она участница 2-го поколения вместе с Юко Осимой и Саэ Миядзавой.
10 ноября 2012 года Томоми Касай объявила, что 26 декабря дебютирует сольно на лейбле Nippon Crown. Таким образом она стала 9-й участницей AKB48, объявившей о сольном дебюте (вслед за Томоми Итано, Ацуко Маэдой, Мисаки Ивасой, Маю Ватанабэ, Риной Сасихарой, Сакико Мацуи (пианисткой), Юки Касиваги и Минами Такахаси (дебют последних двух только готовился тогда).
Церемония её выпуска из AKB48 состоялась 3 мая 2013 года.

## Сольная дискография

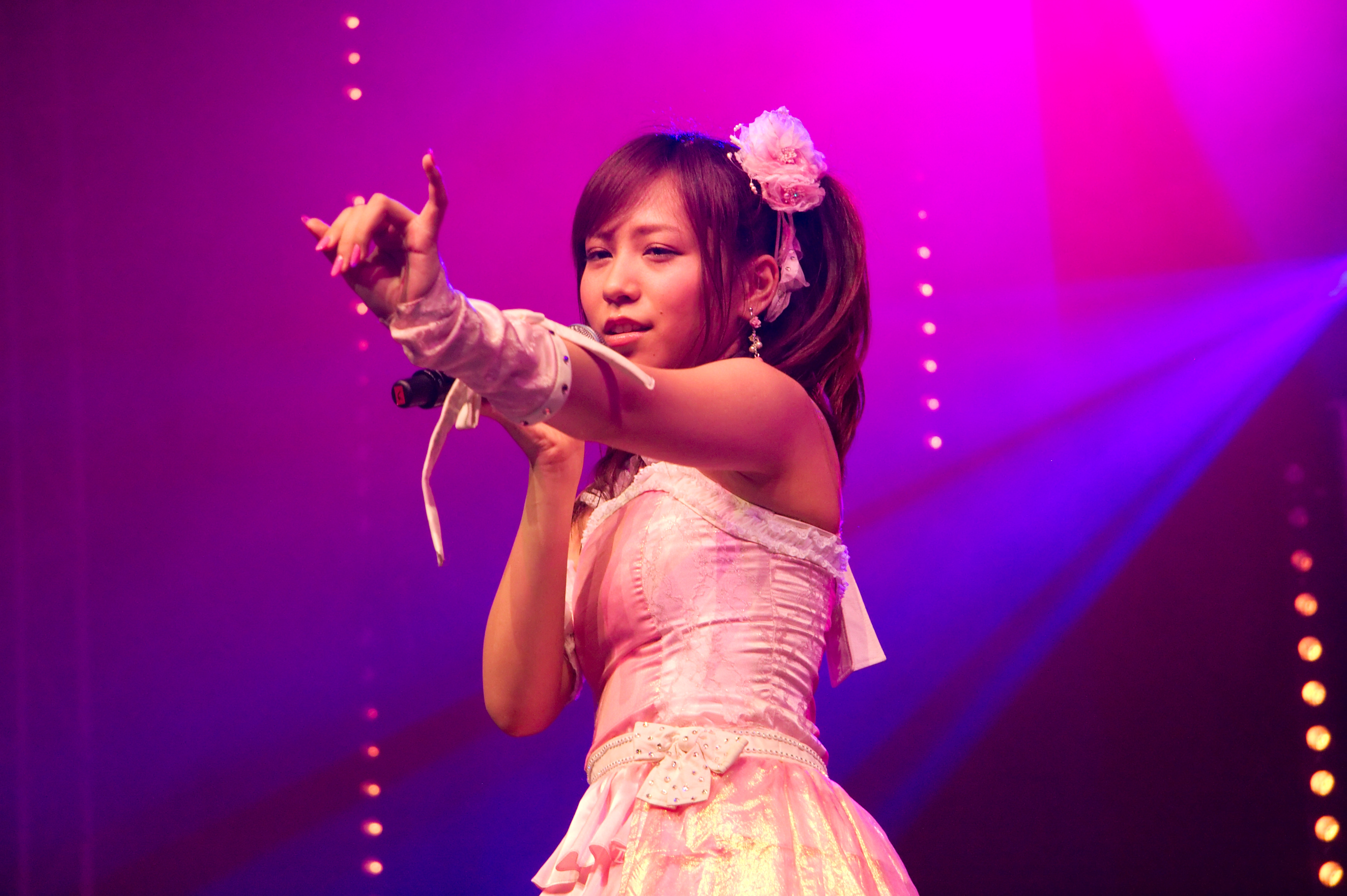

### Синглы
| Дата выпуска    | Название              | Высшая позиция |
| Дата выпуска    | Название              | Oricon         |
| --------------- | --------------------- | -------------- |
| 26 декабря 2012 | «Masaka» (яп. まさか) | 3              |
| 8 мая 2013      | «Mine»                | 5              |

##### Музыкальные видео
| Название | Официальное видео на YouTube |
| -------- | ---------------------------- |
| «Masaka» | смотреть превью              |
| «Mine»   | смотреть превью              |